# Edgar Aabye
Pour les articles homonymes, voir Aabye.
Edgar Aabye (Elseneur, 14 septembre 1865 - Copenhague, 30 avril 1941) fut un ancien tireur à la corde danois. Il a participé aux Jeux olympiques de 1900 et remporta la médaille d'or avec l'équipe mixte.